# Eutrepsia pacilius
Eutrepsia pacilius är en fjärilsart som beskrevs av Druce 1885. Eutrepsia pacilius ingår i släktet Eutrepsia och familjen mätare. Inga underarter finns listade i Catalogue of Life.